# Seznam encyklik Jana Pavla II.
Toto je seznam encyklik Jana Pavla II.

## Seznam encyklik
| #   | Název                    | Název                        | Podtitul                                                                     | Datum              | Text                                                 |
| #   | Latinsky                 | Česky                        | Podtitul                                                                     | Datum              | Text                                                 |
| --- | ------------------------ | ---------------------------- | ---------------------------------------------------------------------------- | ------------------ | ---------------------------------------------------- |
| 1.  | Redemptor Hominis        | „Vykupitel člověka“          | Na počátku svého velekněžského úřadu                                         | 4. března 1979     | (Česky) Archivováno 30. 11. 2007 na Wayback Machine. |
| 2.  | Dives in Misericordia    | „Bohatý v milosrdenství“     | O Božím milosrdenství                                                        | 30. listopadu 1980 | (Česky) Archivováno 30. 6. 2023 na Wayback Machine.  |
| 3.  | Laborem Exercens         | „Vykonávající práci“         | O lidské práci                                                               | 14. září 1981      | (Česky) Archivováno 4. 2. 2010 na Wayback Machine.   |
| 4.  | Slavorum Apostoli        | „Apoštolové Slovanů“         | Na památku evangelizačního díla sv. Cyrila a Metoděje po jedenácti stoletích | 2. června 1985     | (Česky)                                              |
| 5.  | Dominum et Vivificantem  | „Pán a dárce života“         | O Duchu svatém v životě Církve a světa                                       | 18. května 1986    | (Česky) Archivováno 23. 1. 2009 na Wayback Machine.  |
| 6.  | Redemptoris Mater        | „Matka Vykupitele“           | O blahoslavené Panně Marii v životě putující Církve                          | 25. března 1987    | (Česky) Archivováno 19. 9. 2010 na Wayback Machine.  |
| 7.  | Sollicitudo Rei Socialis | „Starost o věc společenskou“ | O starosti Církve o sociální otázky                                          | 30. prosince 1987  | (Česky) Archivováno 9. 9. 2010 na Wayback Machine.   |
| 8.  | Redemptoris Missio       | „Poslání Vykupitele“         | O stálé platnosti misijního poslání                                          | 7. prosince 1990   | (Česky) Archivováno 3. 7. 2023 na Wayback Machine.   |
| 9.  | Centesimus Annus         | „Stý rok“                    | Ke 100. výročí Rerum Novarum                                                 | 1. května 1991     | (Česky) Archivováno 3. 6. 2020 na Wayback Machine.   |
| 10. | Veritatis Splendor       | „Nádhera pravdy“             | O základech morálního učení Církve                                           | 6. srpna 1993      | (Česky) Archivováno 19. 7. 2010 na Wayback Machine.  |
| 11. | Evangelium Vitae         | „Radostná zvěst života“      | O životě, který je nedotknutelné dobro                                       | 25. března 1995    | (Česky) Archivováno 18. 2. 2010 na Wayback Machine.  |
| 12. | Ut Unum Sint             | „Aby byli jedno“             | O ekumenickém úsilí                                                          | 25. května 1995    | (Česky)                                              |
| 13. | Fides et Ratio           | „Víra a rozum“               | O vztazích mezi vírou a rozumem                                              | 14. září 1998      | (Česky) Archivováno 11. 3. 2022 na Wayback Machine.  |
| 14. | Ecclesia de Eucharistia  | „Církev z Eucharistie“       | O Eucharistii a jejím vztahu k Církvi                                        | 17. dubna 2003     | (Česky) Archivováno 5. 2. 2009 na Wayback Machine.   |